# Altes Schloss (Pappenheim)

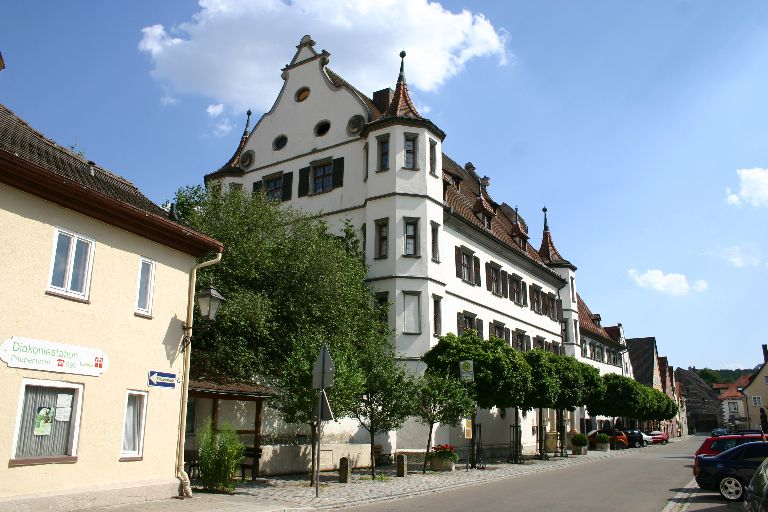
Altes Schloss

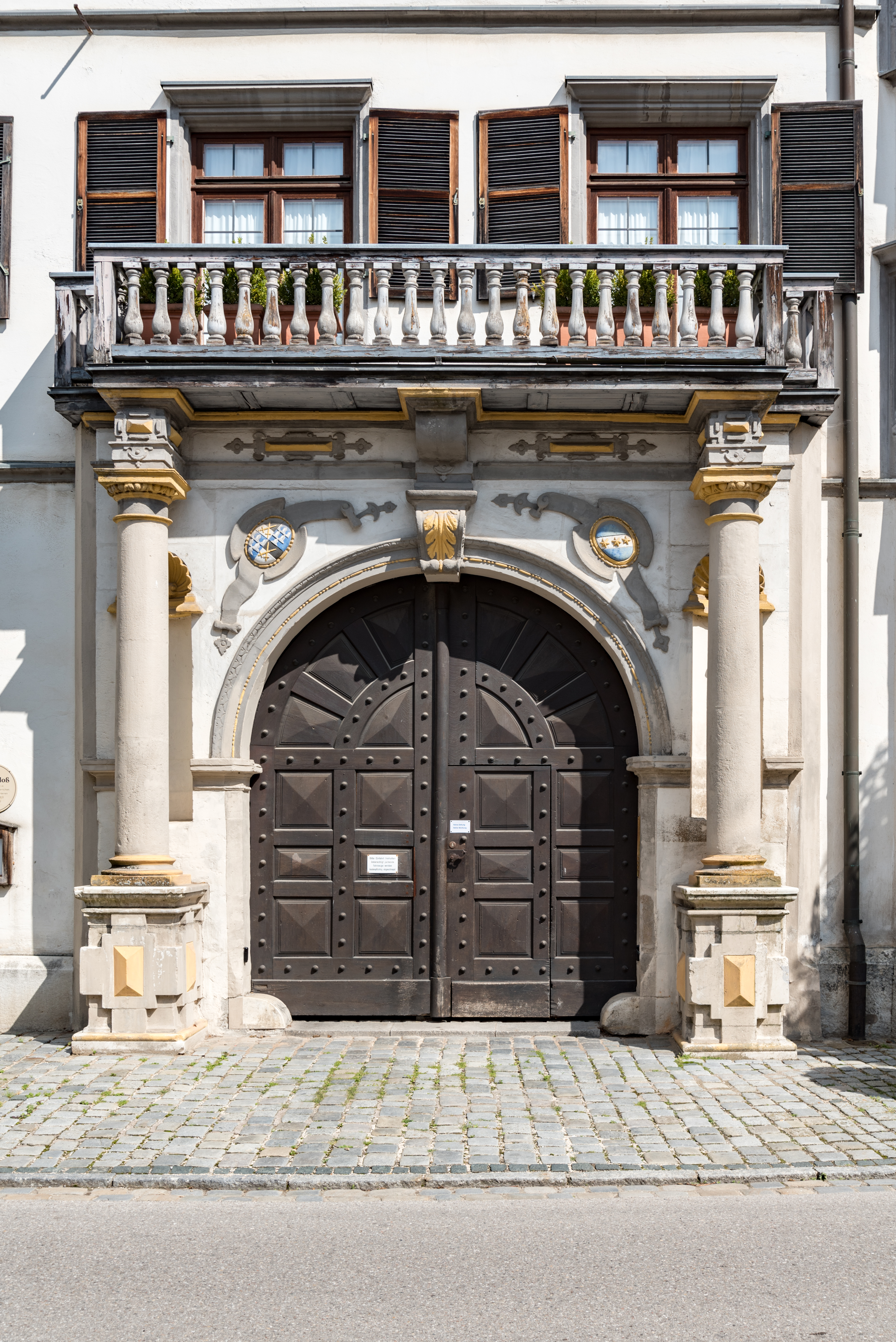
Portal

Das Alte Schloss ist die ehemalige Residenz der Marschälle von Pappenheim und steht innerhalb der Altstadt der mittelfränkischen Stadt Pappenheim. Das Gebäude ist unter der Denkmalnummer D-5-77-158-78 als Baudenkmal in die Bayerische Denkmalliste eingetragen.

## Lage
Das Alte Schloss steht umgeben von weiteren denkmalgeschützten Gebäuden in der Graf-Carl-Straße 13 oberhalb der unweit östlich verlaufenden Altmühl und unterhalb der Burg Pappenheim auf einer Höhe von 407 m ü. NHN. Nördlich grenzt unmittelbar die Stadtkirche an. Zwischen dem Schloss und der Altmühl grenzt der Schlossgarten an.

## Geschichte und Baubeschreibung
Der vorherige Adelssitz, die heutige Burgruine Pappenheim, galt nicht mehr als angemessen, weshalb 1593 Wolf Christoph zu Pappenheim das Alte Schloss an einem älteren Bau anfügte. Der Baumeister war Franz Joseph Roth. Das Gebäude blieb die Residenz der Marschälle von Pappenheim bis zum Bau des Neuen Schlosses.
Die Anlage ist uneinheitlich: Während die Fassade im Stil der Renaissance erbaut wurde, ist die Inneneinrichtung aus dem 16. bis 18. Jahrhundert spätgotisch und frühklassizistisch. Die umgebenden Bauten des Schlosshofes, darunter eine Orangerie und mehrere Pavillons, sind 1953 eingestürzt. Der Hauptbau ist dreigeschossig und wird von polygonalen, viergeschossigen Ecktürmen mit Spitzhelm verziert. Der Portal besteht aus einem säulengetragenen Portikus.